# 艾西瑪·賈汗吉爾
艾西瑪·吉拉尼·賈汗吉爾（1952年1月27日—2018年2月11日），巴基斯坦著名人权律師及社會活動家。她是2007年巴基斯坦律師反抗佩尔韦兹·穆沙拉夫罷免終審法官的示威活動中的重要人物之一。